# Gouttières, Puy-de-Dôme

Gouttières este o comună în departamentul Puy-de-Dôme, Franța. În 1 ianuarie 2022 avea o populație de 310 de locuitori.